# استخبارات سلاح الجو الملكي البريطاني
يعمل على تقديم خدمات الاستخبارات في سلاح الجو الملكي البريطاني مجموعة من ضباط فرع الاستخبارات الجوية الملكية، وطيارون، ومحللو استخبارات مختصون، يعمل في هذه الوكالة نحو 1200 موظف من جميع الرتب، موزعين على القواعد الجوية، ومقرات القيادة ومؤسسات أخرى تابعة للقوات المسلحة البريطانية، سواء ضمن أراضي المملكة المتحدة أو خارجها.

## تاريخ
يعود تاريخ إنشاء فرع استخبارات سلاح الجو الملكي البريطاني إلى عام 1939، أي بعد اندلاع الحرب العالمية الثانية مباشرة، ومع ذلك فقد أوكلت مهامًا استخباراتية إلى أفراد من سلاح الجو الملكي البريطاني منذ تشكيله في عام 1918. في ذلك الوقت اضطلع الطيارون الذين لم يعد بإمكانهم الطيران بأداء مهام حماية أو استطلاع، وبحلول أواخر عام 1939 كان هناك فرع استخبارات خاص تطور ليهتم بالواجبات الإدارية، وفي نفس العام أنشأت الاستخبارات البريطانية السرية قسمًا مخصصًا للاستخبارات الجوية بقيادة الكابتن وينتربوثام.
بعد اندلاع الحرب أقرت وزارة الطيران ضرورة التدريب الرسمي على مهام الاستخبارات، وأنشأت عددًا من الدورات لتعليم ضباط الاحتياط المتطوعين وتدريبهم على فنون الاستخبارات. كانت هذه الدورات بسيطة وبدائية نسبيًا، عقدت السلسلة الأولى من الدورات التدريبية في 20 نوفمبر 1939، وكانت قصيرة لا تتجاوز 7 أيام، ركزت الدورات على إعطاء لمحة سريعة عن التخطيط والتحكم وإعطاء الأوامر وتنفيذها، بعد تنفيذ  5من هذه الدورات، نُقل مقر التدريب إلى سانت جيمس، لندن. شهد سبتمبر 1940 خطوة هامة، عندما أنشأت مدرسة فيشر رود في ويلدسدن، إذ دمجت دورات الاستخبارات المتقدمة ضمن المنهج الدراسي، وكانت مصممة بشكل خاص لتدريب كبار ضباط الاستخبارات في سلاح الجو الملكي البريطاني، وعدد من ضباط الاستخبارات البحرية والبرية. بدأت أولى هذه الدورات في 28 أكتوبر 1940 وكانت مدتها 3 أسابيع، استمرت سلسلة الدورات دون انقطاع حتى عام 1942، عندما تطورت هذه المنشأة لتصبح مدرسة استخبارات سلاح الجو الملكي البريطاني.
انتقلت مدرسة التدريب إلى كاين وود تاورز في سبتمبر 1942، وغُيّر اسم المبنى لاحقًا إلى أثلون هاوس. أصبح واضحًا في ذلك الوقت للأركان الجوية أن الاستخبارات ستكون عنصرًا إيجابيًا وحيويًا في سياسة واستراتيجية وتخطيط وزارة الطيران، لذلك أنشأت مدرسة استخبارات سلاح الجو الملكي البريطاني رسميًا، مع مقر ملائم في كاين وود تاورز. شمل المقر على مساكن للإقامة ومخازن للمعدات ومركز طبي، نظرًا لحساسية المعلومات وسريتها خلال الحرب، لم يُعلن عن الموقع بشكلٍ كامل، وجرى تشغيله تحت غطاء مستشفى تابع لسلاح الجو الملكي البريطاني. أقيمت عدد من الدورات التدريبية المختلفة في المدرسة، وتراوحت مدتها بين 3 أسابيع و5 أيام، أعطيت دروس مكثفة للتدريب على الاستخبارات الجوية، الهروب والتمويه، تحليل البيانات والمعلومات الاستخباراتية، كان المشرفون على هذه الدورات خبراء زائرين ينتمون لفروع الاستخبارات البريطانية الأخرى. وفي أواخر عام 1944 أصيبت المدرسة مرتين بقنابل ألمانية من طراز ڤي-1 ما تسبب في إلحاق أضرار كبيرة بالمباني، وإصابة عدد من الموظفين.
استمر التدريب في نفس المدرسة بعد نهاية الحرب العالمية حتى عام 1948، عندما قررت وزارة الطيران نقل المدرسة إلى مبنى وزارة الطيران. وهناك جرى تقسيم الاستخبارات الجوية إلى فرع للتصوير الفوتوغرافي وفرع للإشارات، مع عدم وجود فرع متخصص بالاستخبارات الجوية بالتحديد.
دُمجت إدارات الاستخبارات البريطانية الثلاثة عام 1965 في هيئة استخبارات الدفاع الجديدة التابعة لوزارة الدفاع البريطانية. مع ذلك فقد استمر التدريب في مدرسة استخبارات سلاح الجو الملكي البريطاني حتى عام 1969، أغلقت المدرسة رسميًا في 2 أغسطس 1969، ونقلت التدريبات إلى مدرسة الاستخبارات في آشفورد.
عاد سلاح الجو الملكي البريطاني لينشئ فرع استخبارات مستقل تابع له في بداية التسعينيات، وطلب من هذا الفرع تقديم المزيد من المعلومات والتحذير حول الأعداء المحتملين في جميع أنحاء العالم من أجل الحفاظ على قدرة سلاح الجو الملكي البريطاني على الرد، وفي عام 1997 تخصص هذا الفرع في دعم عمليات الاستخبارات حتى يومنا هذا.

## التدريب
يبدأ تدريب ضباط استخبارات سلاح الجو الملكي بشكل مشترك مع الطيارين في كلية سلاح الجو الملكي البريطاني، وبعد هذا التدريب الأولي يُرسل الضباط إلى دورات الاستخبارات المشتركة في مدرسة شيفورد، بعد الانتهاء من المرحلة الأولى من التدريب يختار الضباط التخصص في تحليل الصور أو في الإشارة، ويستمرون في تلقي التدريبات جنبًا إلى جنب مع أفراد الاختصاصات الأخرى كالاستخبارات البحرية الملكية واستخبارات الجيش البريطاني واستخبارات وزارة الدفاع.